# George Thomas, 1. Viscount Tonypandy
Thomas George Thomas, 1. Viscount Tonypandy (* 29. Januar 1909 in Port Talbot, Glamorgan; † 22. September 1997 in Cardiff, Glamorgan) war ein britischer Politiker der Labour Party und Sprecher des Unterhauses.

## Familie und berufliche Laufbahn
Der Sohn eines walisischen Bergmanns aus Carmarthen konnte anders als seine vier Geschwister die Schule über das 13. Lebensjahr hinaus besuchen. Nach dem Besuch der Schule arbeitete er zunächst als Hilfslehrer und absolvierte danach ein zweijähriges Lehramtsstudium an der Universität Southampton. Danach war er als Lehrer in London und Cardiff tätig.

## Politische Laufbahn

### Abgeordneter und Staatssekretär für Wales
Thomas begann seine politische Laufbahn bei den für die Labour Party von Clement Attlee erfolgreichen Wahlen von 1945 mit der Wahl zum Abgeordneten des Unterhauses (House of Commons). Er war zunächst von Juli 1945 bis Februar 1950 Abgeordneter für den Wahlkreises Cardiff Central und anschließend bis Juni 1983 für den neu geschaffenen Wahlkreis Cardiff West.
1964 wurde er Juniorminister im Innenministerium (Home Office) im Kabinett von Harold Wilson. Landesweite Bekanntheit erreichte er erstmals am 21. Oktober 1966, als er als Juniorminister im Staatssekretariat für Wales (Welsh Office) als einer der ersten Politiker den Ort des Grubenunglücks von Aberfan besuchte, bei dem 144 Menschen, darunter 128 Kinder, umkamen. Thomas initiierte damals insbesondere die Einrichtung eines Spendenfonds.
Vom 5. April 1968 bis zum 20. Juni 1970 war er schließlich selbst Staatssekretär für Wales und damit Leiter des Welsh Office. Als solcher führte er den Vorsitz bei der Einsetzung von Prinz Charles zum Prince of Wales am 1. Juli 1969 in Caernarfon Castle.

### Parlamentssprecher und Mitglied des Oberhauses
1976 wurde er als Nachfolger von Selwyn Lloyd zum Speaker (Sprecher) des Unterhauses gewählt. In seine Amtszeit fiel dabei 1978 die erste Radioübertragung einer Parlamentsdebatte. 1983 verzichtete er auf eine erneute Wahl ins House of Commons und wurde anschließend als Unterhaussprecher von Bernard Weatherill abgelöst.

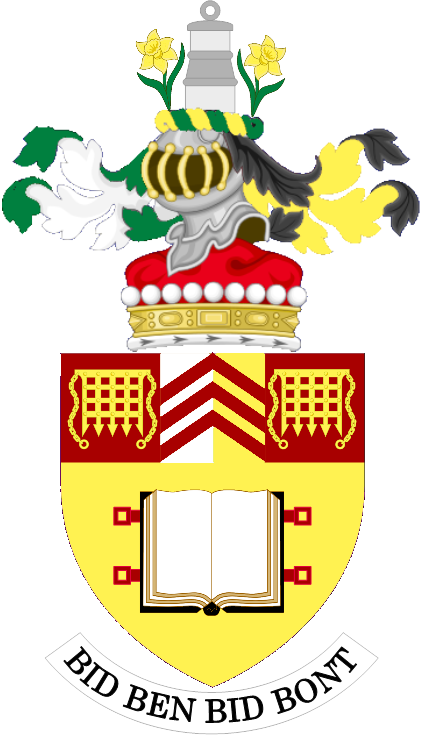
Wappen des Viscount Tonypandy

Anschließend wurde er am 11. Juli 1983 als Viscount Tonypandy, of Rhondda in the County of Mid Glamorgan, als einer der letzten Personen außerhalb der königlichen Familie in den erblichen Adelsstand erhoben und dadurch auf Lebenszeit Mitglied des Oberhauses (House of Lords). Als solcher trat er trotz seiner Herkunft gegen einen walisischen Nationalismus ein und blieb bis zu seinem Tod politisch interessiert. Zuletzt trat er 1997 gegen die von Tony Blair versprochene Dezentralisierung ein. Ebenfalls 1997 gab er eine weit beachtete öffentliche Zustimmung zur Gründung der europaskeptischen Referendum Party des Milliardärs Sir James Goldsmith ab.
Er war zweimal verlobt, doch blieb unverheiratet und kinderlos, weshalb sein Adelstitel bei seinem Tod, 1997, erlosch.
Nach seinem Tod kam es zu einer Kontroverse nachdem der ehemalige langjährige Abgeordnete der Labour Party für Cardiff North, Leo Abse, in einem Buch behauptete, dass Thomas homosexuell war und wegen seiner sexuellen Neigungen erpresst wurde.

## Veröffentlichungen
- George Thomas, Mr. Speaker: The Memoirs of Viscount Tonypandy, (Autobiographie), 1985, ISBN 0-7126-0706-4